# Deutsche Botschaft Ljubljana
Die Deutsche Botschaft Ljubljana (slowenisch: Nemško veleposlaništvo Ljubljana) ist die Diplomatische Vertretung der Bundesrepublik Deutschland in der Republik Slowenien.

## Lage und Gebäude

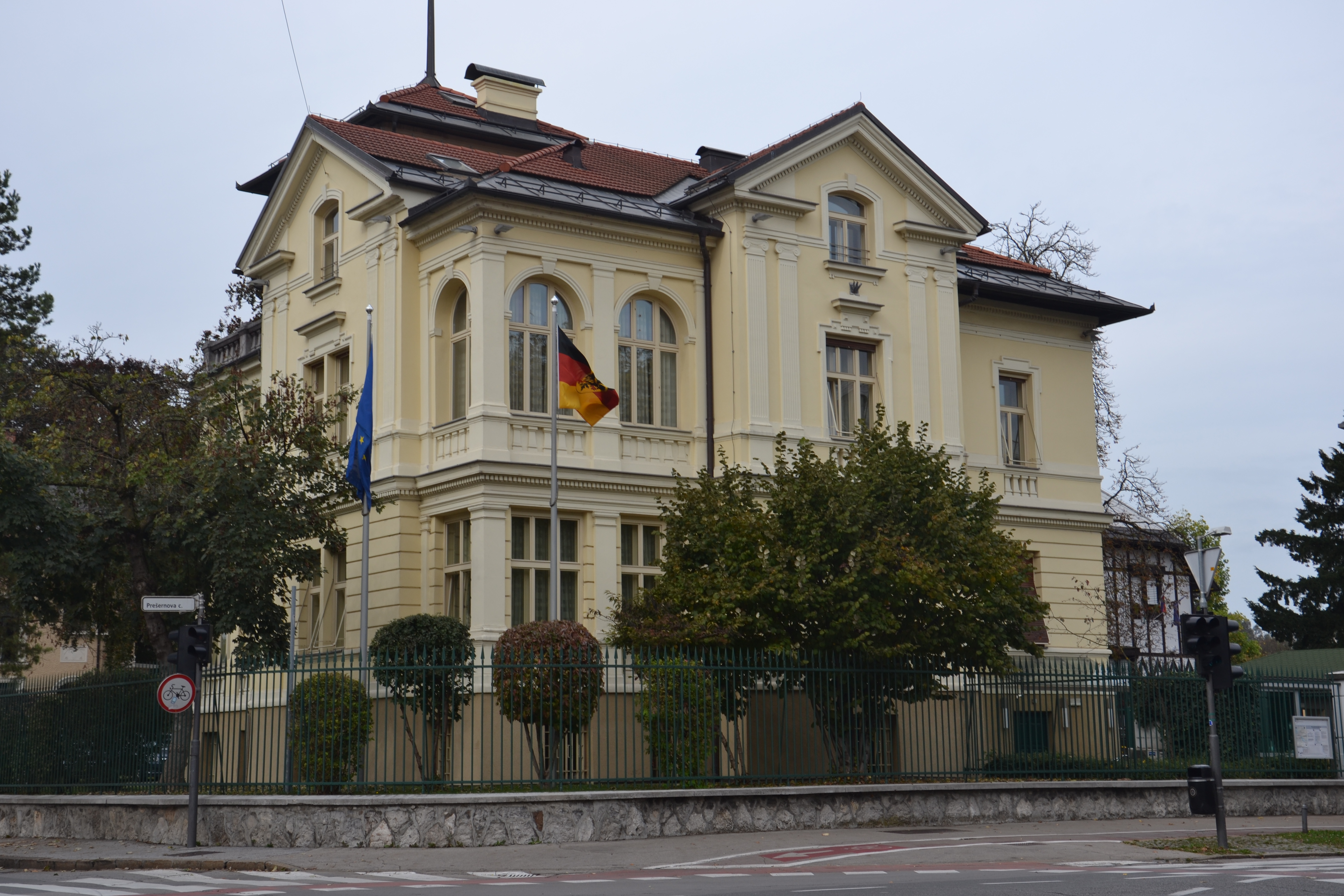
Kanzlei der Deutschen Botschaft Ljubljana in der slowenischen Hauptstadt Ljubljana

Die Kanzlei der Botschaft befindet sich in naher Nachbarschaft mit den Vertretungen von Österreich und der Schweiz im Zentrum der slowenischen Hauptstadt Ljubljana. Die Straßenadresse lautet: Presernova 27, 1000 Ljubljana.
Die Kanzlei ist in einer repräsentativen Stadtvilla untergebracht, die Anfang der 2000er Jahre einer Grundsanierung unterzogen wurde.

## Auftrag und Organisation
Die Deutsche Botschaft Ljubljana hat den Auftrag, die deutsch-slowenischen Beziehungen zu pflegen, die deutschen Interessen gegenüber der Regierung von Slowenien zu vertreten und die Bundesregierung über Entwicklungen in Slowenien zu unterrichten.
In der Botschaft bestehen die Arbeitsbereiche Politik, Wirtschaft sowie Kultur und Bildung. Es besteht ein Militärattachéstab, der vom Verteidigungsattaché im Rang eines Oberstleutnant geleitet wird.
Das Referat für Rechts- und Konsularaufgaben der Botschaft bietet deutschen Staatsangehörigen alle konsularischen Dienstleistungen an und bietet Hilfe in Notfällen. Hierzu besteht ein telefonischer Rufbereitschaftsdienst täglich bis 22:00 Uhr. Der konsularische Amtsbezirk der Botschaft umfasst ganz Slowenien. Die Visastelle erteilt Einreisegenehmigungen für in Slowenien ansässige Staatsangehörige dritter Länder.

## Geschichte
Slowenien erklärte am 25. Juni 1991 seine Unabhängigkeit von Jugoslawien. Die Bundesrepublik Deutschland eröffnete am 6. November 1991 ein Generalkonsulat in Ljubljana, das am 15. Januar 1992 in eine Botschaft umgewandelt wurde.